# Two for the Seesaw
Two for the Seesaw is een Amerikaanse dramafilm uit 1962 onder regie van Robert Wise.

## Verhaal
Jerry Ryan krijgt een depressie, wanneer zijn vrouw een echtscheiding aanvraagt. Hij zegt zijn baan op in Nebraska en hij doolt doelloos door de straten van New York. Zo maakt hij kennis met de werkloze danseres Gittel Mosca, die ook een depressie heeft. Ze trachten samen de draad weer op te pakken.

## Rolverdeling
| Acteur           | Personage        |
| ---------------- | ---------------- |
| Robert Mitchum   | Jerry Ryan       |
| Shirley MacLaine | Gittel Moscawitz |
| Edmon Ryan       | Frank Taubman    |
| Elisabeth Fraser | Sophie           |
| Eddie Firestone  | Oscar            |
| Billy Gray       | Mijnheer Jacoby  |